# Рафаеле Паладино
Рафаеле Паладино (на италиански: Raffaele Palladino) е бивш италиански футболист, нападател. Започва своята професионална кариера когато е на 16 години през 2000 г. в отбора на Беневенто. След това играе във Ювентус, Салернитана, Ливорно и пак във Ювентус, като при повторното си завръщане във Ювентус изиграва 51 мача с 15 гола. От лятото на 2008 г. е състезател на Дженоа. Дебютира в националния отбор на своята страна през 2007 г. Изиграва 3 мача за „Скуадра адзура“. Става световен шампион за юноши до 19 години с отбора на Италия през 2003 г.